# Istoria Macedoniei de Nord
Teritoriile Republicii de astăzi reprezentau înainte partea cea mai sudică a Iugoslaviei. Frontierele actuale au fost stabilite la puțin timp în urma Războaielor Balcanice. În 1944, Adunarea Anti-Fascistă pentru Eliberarea Națională a Macedoniei a declarat că „Republica Populară Macedonia” reprezintă o națiune separată în cadrul Iugoslaviei federale.

## Istoria antică a regiunii
Primele formațiuni statale de pe teritoriul Republicii de astăzi au fost Regatul Paioniei, pe cuprinsul regiunii nordice și estice a văii râului Vardar, și Regatul Macedoniei, pe cuprinsul regiunilor Lyncestis și Pelagonia. Filip al II-lea al Macedoniei a preluat controlul asupra regiunilor de sud ale Paioniei, în 336 î.Hr., și a fondat orașul Heraclea Lyncestis, Bitola de astăzi. Fiul lui Filip, Alexandru cel Mare, a cucerit restul Paioniei, incorporând-o în imperiul său. Mai târziu, teritoriul a fost cucerit de Imperiul Roman, și regiunea a ajuns să facă parte din două provincii romane. Partea mai mare era în Macedonia Salutaris, dar regiunile de la frontiera de nord, locuite de dardani, au ajuns să facă parte din Moesia Superior. Deja în 400 d.Hr. paionienii își pierduseră identitatea, Paionia devenind doar un termen geografic în cadrul regiunii Macedonia.

## Perioada medievală
În anii '580, scrierile bizantine atestă raidurile slavilor în teritoriile bizantine ale regiunii Macedonia. Populația slavă care s-a așezat în regiunea Macedonia s-a asimilat cu autohtonii (iliri, traci, greci, coloniști romani) și a îmbrățișat creștinismul în jurul secolului al IX-lea, pe timpul prințului Boris I al Bulgariei, și aceste ținuturi au fost incorporate în Imperiul Bulgar.
În 1014, împăratul Vasile al II-lea a reușit să înfrângă armata Țarului Samuil, și deja în 1018 bizantinii recuperaseră controlul asupra Macedoniei și asupra Balcanilor în general, pentru prima dată după anii 600. Cu toate acestea, spre sfârșitul secolului al XII-lea, declinul Imperiului Bizantin a făcut ca teritoriul să fie râvnit de mai multe entități politice, incluzându-i pe normanzi, care l-au ocupat pentru un scurt interval în anii 1080.
După Niketas Choniates, un lider local important a fost Dobromir-Chrysus. Deși avea un nume slav, era vlah din naștere (Vlachos to genos). S-a răsculat împotriva împăratului Alexis al III-lea în 1197 și a rezistat unei campanii imperiale. A stăpânit regiunea dintre Strymon și Vardar, incluzând Strumița și fortăreața Prosek
La începutul secolului al XIII-lea, regiunea a fost cucerită de Al Doilea Imperiu Bulgar. Măcinat de probleme politice, imperiul nu a rezistat, iar regiunea geografică Macedonia a fost din nou cucerită de Imperiul Bizantin. În secolul al XIV-lea, a fost incorporată de Imperiul Sârb, care se vedea pe sine ca un eliberator al fraților slavi de sub despotismul bizantin. Skopje a devenit capitala imperiului Țarului Ștefan Dușan.
După moartea lui Dușan, a urmat un țar incompetent, și luptele între nobili pentru putere au dus la divizarea Balcanilor. Asta a coincis cu intrarea Imperiului Otoman în Europa. Nerămânând nicio putere balcanică importantă care să apere creștinismul, întreaga Peninsulă Balcanică a trecut sub stăpânire otomană - o stăpânire care a durat cinci secole.

## Deșteptarea națională
Stăpânirea otomană a fost considerată opresivă. Mai multe mișcări ale căror scop era înființarea unei Macedonii autonome, care ar fi cuprins întreaga regiune a Macedoniei, au apărut spre sfârșitul secolului al XIX-lea. Prima dintre ele a fost „Comitetele Revoluționare Bulgaro-Macedonene de la Adrianopol”, transformată mai apoi în SMORO. În 1905 a fost redenumită Organizația Revoluționară Internă Macedonia-Adrianopol (ORIMA), și după primul război mondial organizația s-a scindat, formându-se Organizația Revoluționară Internă Macedoneană (ORIM) și Organizația Revoluționară Internă Tracă (ORIT). Organizația inițială nu a vorbit nimic de identități etnice; dorea oficial „...să unească toate elementele dezbinate din regiunea Macedonia și Adrianopol, indiferent de naționalitate...” Majoritatea membrilor ei erau însă vorbitori de limbă slavă/bulgară În 1903, ORIM a organizat Revolta Ilinden-Preobrazhenie contra Imperiului Otoman, care, în ciuda unor succese inițiale, inclusiv formarea Republicii Krushevo, a fost înăbușită fără multă vărsare de sânge. Revolta, și formarea Republicii Krushevo, sunt considerate piatra de temelie și precursoarele fondării Republicii Macedonia.

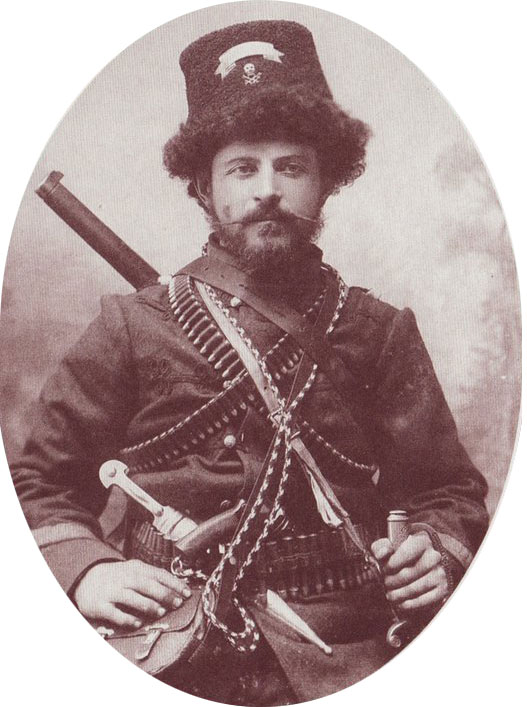
Pitu Guli, etnic vlah din Macedonia, erou național căzut în 1903

### Regatele Serbiei și Iugoslaviei

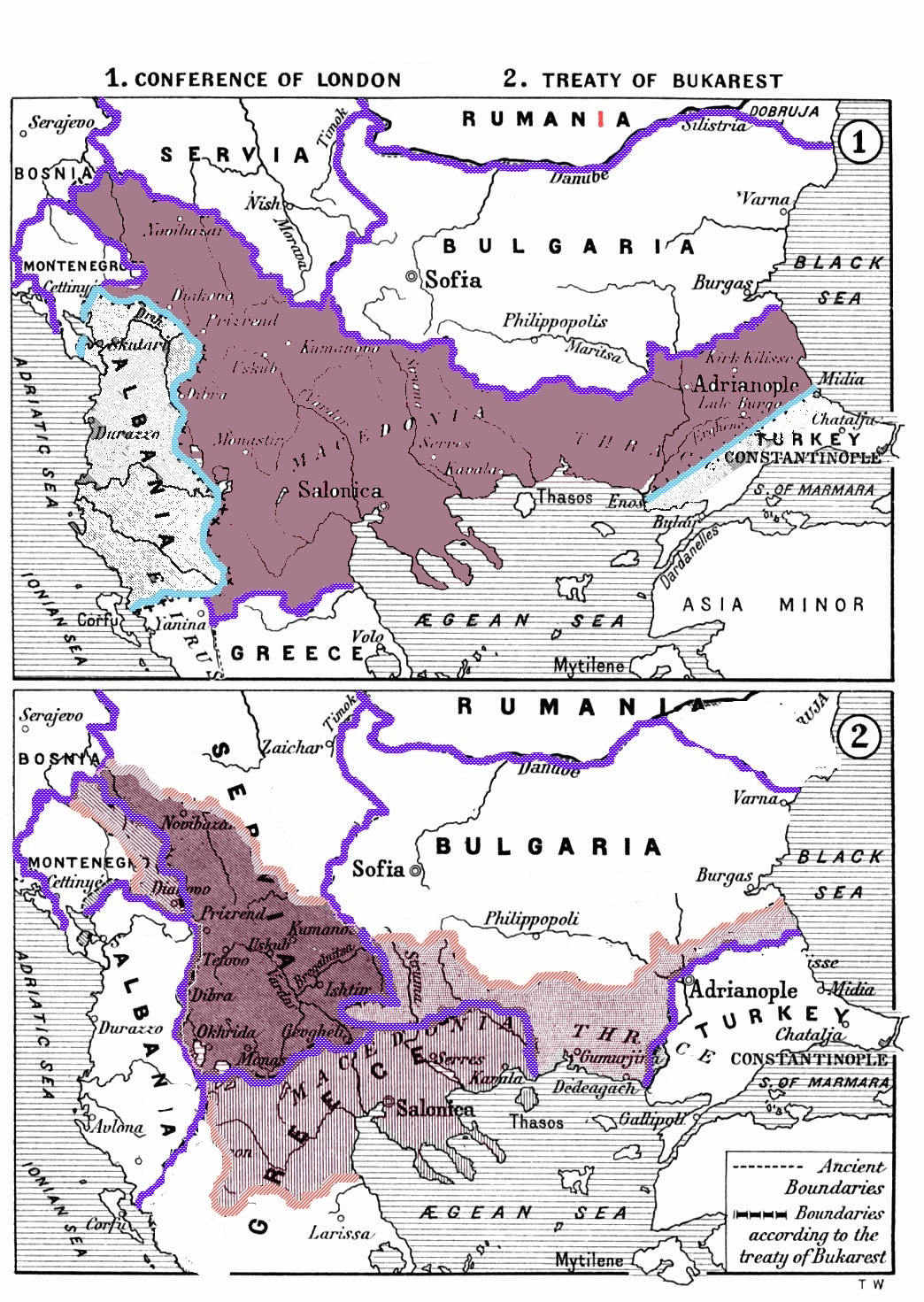
Frontierele în Balcani după primul și al doilea război balcanic.

În urma celor două Războaie Balcanice din 1912 și 1913, și destrămării Imperiului Otoman, mare parte din teritoriile europene ocupate de otomani au fost împărțite între Grecia, Bulgaria și Serbia. Teritoriul de azi al Republicii Macedonia (Macedonia Vardarului) a fost numit atunci „Serbia de Sud”. După primul război mondial, Serbia a fost incorporată în Regatul Sârbilor, Croaților și Slovenilor. În 1929, Regatul a fost denumit oficial Regatul Iugoslaviei, și împărțit în provincii denumite banovine. Serbia de Sud, incluzând Republica Macedonia de astăzi, a fost numită „Vardar Banovina”, ca parte din Regatul Iugoslaviei.

### Macedonia iugoslavă în al Doilea Război Mondial
În 1941, Iugoslavia a fost ocupată de Puterile Axei, și Vardar Banovina a fost împărțită între Bulgaria și Albania (aceasta din urmă sub ocupație italiană). A 5-a Armată Bulgară, bazată în Skopje, a fost responsabilă de deportarea a peste 7.000 de evrei din Skopje și Bitola. Faptul că erau oprimați de forțele ocupatoare, i-a determinat pe mulți macedoneni să sprijine partizanii comuniști și mișcarea de rezistență a lui Josip Broz Tito, ceea ce a cauzat Războiul de Eliberare Națională a Macedoniei. În 1944, Adunarea Anti-Fascistă pentru Eliberarea Națională a Macedoniei (ASNOM) a proclamat statul macedonean - Republica Populară Macedonia, ca făcând parte din Iugoslavia Populară Federală. ASNOM a fost guvernul țării până la sfârșitul războiului.

## Macedonia în Iugoslavia socialistă
După sfârșitul celui de-al Doilea Război Mondial, a fost creată Republica Populară Federativă Iugoslavia. Republica Populară Macedonia a devenit una din cele șase republici ale Federației Iugoslave. În urma schimbării numelui federației în Republica Socialistă Federativă Iugoslavia în 1963, Republica Populară Macedonia a fost redenumită Republica Socialistă Macedonia. A renunțat la adjectivul „socialistă” în 1991, atunci când s-a desprins în mod pașnic de Iugoslavia.

## Declarația independenței
Țara serbează oficial ziua de 8 septembrie 1991 ca fiind Ziua Independenței (Den na nezavisnosta), referindu-se la referendumul care a stabilit independența față de Iugoslavia, dar legalizând participarea într-o viitoare uniune cu foste state ale Iugoslaviei. Aniversarea începerii Revoltei Ilinden (Ziua Sfântului Ilie), pe 2 august, este de asemenea o sărbătoare recunoscută la nivel oficial.
Robert Badinter, șeful Comisiei de Arbitraj a Conferinței de Pace legată de fosta Iugoslavia, a recomandat recunoașterea EC în ianuarie 1992.
Republica Macedonia a rămas pașnică pe timpul Războaielor Iugoslave de la începutul anilor '90. Câteva schimbări minore au fost acceptate în ceea ce privea frontiera cu Iugoslavia, pentru a evita conflicte. Cu toate acestea, Republica a fost destabilizată de Războiul din Kosovo din 1999, când aproximativ 360.000 de albanezi din Kosovo s-au refugiat în Macedonia. Deși au plecat după terminarea războiului, la scurt timp după aceea, radicali albanezi din interiorul Macedoniei și din afara ei au luat armele, cerând autonomie sau independență pentru zonele din Republica Macedonia locuite de albanezi.

### Insurgența albaneză
Războiul civil dintre guvern și albanezii insurgenți a avut loc între martie și iunie 2001, mai mult în partea de nord și de vest a țării. Războiul s-a încheiat după intervenția forțelor NATO de monitorizare a armistițiului. În cadrul Acordului Ohrid, guvernul a fost de acord să acorde mai multă putere politică, și să respecte cultura minorității albaneze. Partea albaneză a fost de acord să renunțe la dorințele separatiste și să recunoască toate instituțiile statului macedonean. În plus, conform acestui acord, radicalii albanezi trebuiau să renunțe la armele lor, și să le predea forțelor NATO.